# Montmartre (Saskatchewan)
Pour les articles homonymes, voir Montmartre (homonymie).
Montmartre est un village de la province canadienne de la Saskatchewan. Il possède une réplique de la tour Eiffel.
Fondé en 1893 par la Société foncière du Canada, établie à Paris et présidée par Pierre Foursin, le village est peuplé à l'origine par des immigrés français.

## Démographie
| 2001 | 2006 | 2011 | 2016 |
| ---- | ---- | ---- | ---- |
| 465  | 413  | 476  | 490  |